# Марк Петроний Сура Септимиан
Марк Петроний Сура Септимиан (лат. Marcus Petronius Sura Septimianus) — римский государственный деятель второй половины II века.
Септимиан был италийского или африканского происхождения. Его отцом был консул-суффект 150 года Марк Петроний Мамертин. В 190 году он занимал должность ординарного консула вместе с императором Коммодом. Между 190 и 192 годом Септимиан был казнён по приказу императора вместе со своим братом Марком Петронием Сурой Мамертином.